# Луцій Кореллій Нерацій Панса
Лу́цій Коре́ллій Нера́цій Па́нса (лат. Lucius Corellius Neratius Pansa; II століття) — політичний і державний діяч Римської імперії, ординарний консул 122 року.

## Біографія
Походив з плебейського роду Нераціїв, який походив з міста Сепінум. Син або Луція Нерація Пріска, консула-суффекта 87 і 97 років або Луція Нерація Марцелла, консула 95 і 129 років. Матір'ю його була дочка консула-суффекта Квінта Кореллія Руфа Кореллія Гіспулла.
Про нього відомо лише, що 122 року за часів імператора Адріана обіймав посаду ординарного консула разом з Манієм Ацилієм Авіолою.